# Hisorvallei

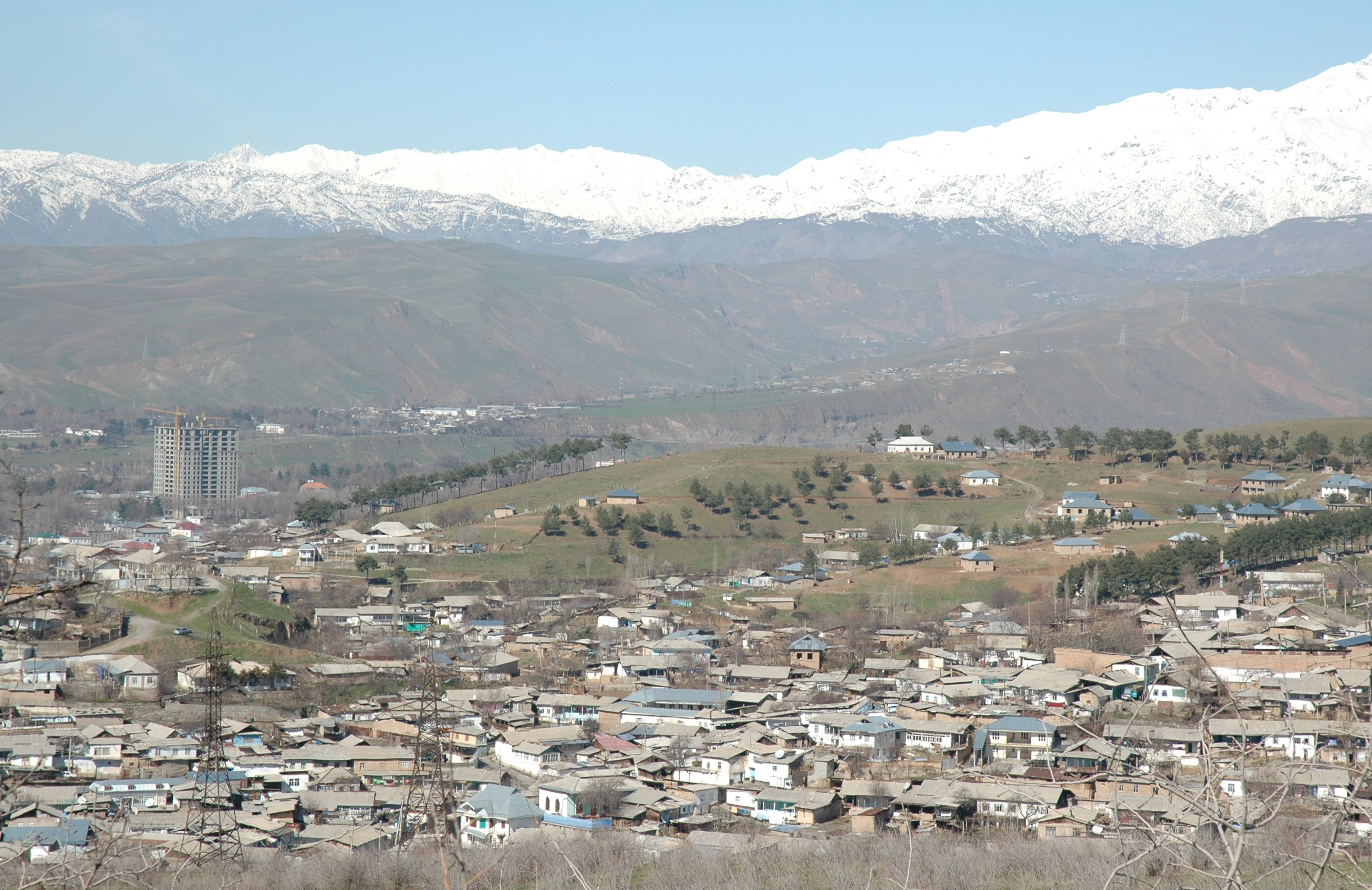
Doesjanbe

De Hisorvallei (Tadzjieks: водии Ҳисор, Vodi Hisor) is een intermontane depressie in het westen van Tadzjikistan, aan de zuidelijke rand van het Hisorgebergte.

## Geografie
De vallei strekt zich uit langs de noordelijke grens van de regio Chatlon in het district Vachdat in het oosten, tot het district Toersoenzadev in het westen, aan de grens met Oezbekistan. De lengte van het dal is ongeveer honderd kilometer, de breedte in het midden is tot twintig kilometer. Doesjanbe, de hoofdstad van Tadzjikistan, ligt deels In het oostelijke deel van de vallei. 
De vallei wordt bewaterd door de Kofarnihon en haar zijrivieren, de Elok en Varzob. In de vlakke delen is er teelt van katoen en andere landbouwgewassen. Op de omliggende berghellingen wordt tot twaalfhonderd à tweeduizend meter hoogte graan en fruit geteeld, daarboven liggen subalpine en alpine weiden.